# Smagen af sult
Smagen af sult er en dansk spillefilm fra 2021 instrueret af Christoffer Boe med Nikolaj Coster-Waldau og Katrine Greis-Rosenthal i hovedrollerne.

## Handling
Carsten (Nikolaj Coster-Waldau) møder Maggi (Katrine Greis-Rosenthal), de forelsker sig, skaber en familie og arbejder hårdt på deres restaurant med målet at få en Michelin-stjerne. Den aften, anmelderen kommer til restauranten, finder Carsten et brev, hvor der står, at hans kone elsker en anden. 
Filmen handler om de arbejdsmæssige ambitioners kollision med familien.

## Medvirkende
- Katrine Greis-Rosenthal, Maggi
- Nikolaj Coster-Waldau, Carsten
- Charlie Gustafsson, Frederik
- Nicolas Bro, Torben
- Flora Augusta, Chloe
- August Christian Høyer-Kruse Vinkel, August
- Maj-Britt Mathiesen, Pia
- Dag Malmberg, Stellan
- Rasmus Hammerich, Frank
- Sarah-Sofie Boussnina, Alexandra
- Louise Skov, Malou
- Sofie Torp, klasselærer